# Distretto di Miraflores (Huánuco)
Il distretto di Miraflores è uno degli undici distretti della provincia di Huamalíes, in Perù. Si trova nella regione di Huánuco e si estende su una superficie di 96.74 chilometri quadrati.